# Busard Saint-Martin
Circus cyaneus
Espèce
Statut de conservation UICN

 LC  : Préoccupation mineure
Statut CITES
Le Busard Saint-Martin (Circus cyaneus) est une espèce de rapaces diurnes appartenant à la famille des Accipitridae.

## Description
Le mâle a un plumage gris-bleu, les extrémités des ailes noires et le croupion blanc.        La femelle est plus grande et ressemble aux juvéniles : le dessus est brun avec le croupion blanc et le dessous jaune-beige rayé de brun.
Il mesure 103 à 108 cm d'envergure pour une longueur de 47 cm. Le mâle pèse de 300 à 400 g, la femelle de 400 à 700 g.
Il peut être confondu avec le busard cendré. On peut reconnaître le Busard St-Martin par sa queue et ses ailes moins longues et plus larges (5e rémige primaire longue). Mais plus facile à identifier en vol par dessous, le plumage du mâle est plus clair chez le busard St-Martin avec le ventre et les couvertures sous-alaires tous blancs ainsi que l'absence de barre noire à la base des rémiges secondaires. En comparaison, le mâle adulte busard cendré à des flammèches brun-roux sur le ventre et les couvertures sous-alaires ainsi qu'une barre noire typique à la base des rémiges secondaires. Mais les femelles et les juvéniles restent difficiles à distinguer.

## Comportement

### Alimentation
Ce rapace se nourrit d'oisillons et d'oiseaux, de petits rongeurs et de grands insectes.

### Reproduction
C'est autour de 2-3 ans que le Busard Saint-Martin obtient sa majorité sexuelle et commence alors à se reproduire. La plupart des couples sont fidèles, mais il est possible de noter quelque cas de polygamie avec un mâle pour deux ou trois femelles.

Le vol nuptial est un réel spectacle. En effet le mâle s'élève à 20-30 mètres de haut, puis se laisse tombe les ailes repliées, puis il remonte en chandelle avant de piquer à nouveau. Cet enchaînement peut être répété jusqu'à 20 fois

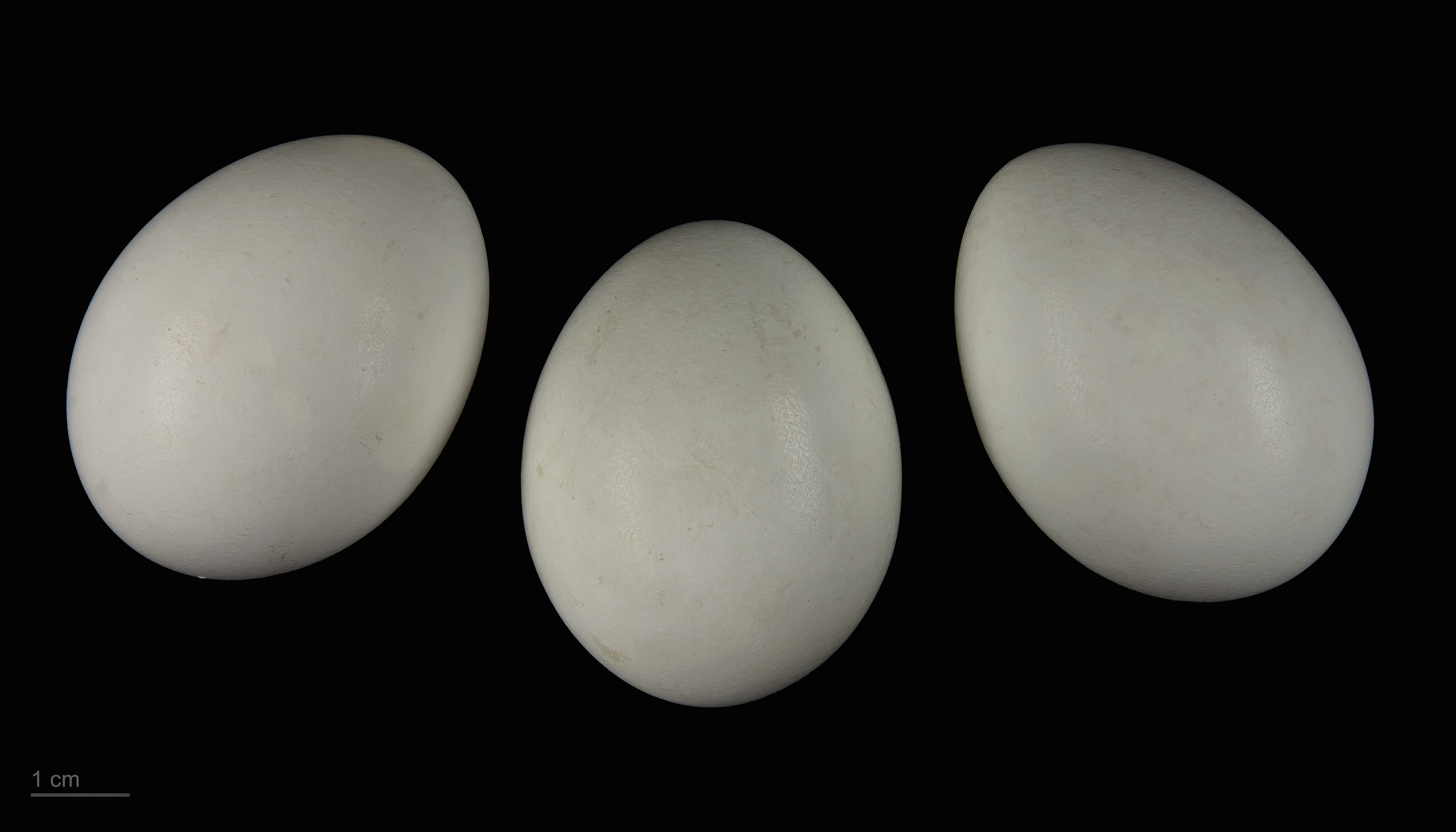
Circus cyaneus - MHNT

Le Busard Saint-Martin niche au sol, dans les herbes hautes souvent dans les cultures de blé ou d'orge, rarement dans le maïs, trop bas à l'époque où il fait son nid. Entre fin avril et mi-juin, la femelle pond entre 3 et 7 œufs en fonction de l'abondance de rongeurs. C'est la femelle qui couve, le mâle chasse et ramène la proie au nid, donnant lieu à une passe de proie durant laquelle la femelle s'envole pour attraper la proie donnée par le mâle en plein vol. Les jeunes busards ne quittent pas le nid avant 30-35 jours avant de savoir voler, ce qui met l'espèce en danger lors des moissons. L'apprentissage du vol se fait par la femelle.

## Habitat et répartition

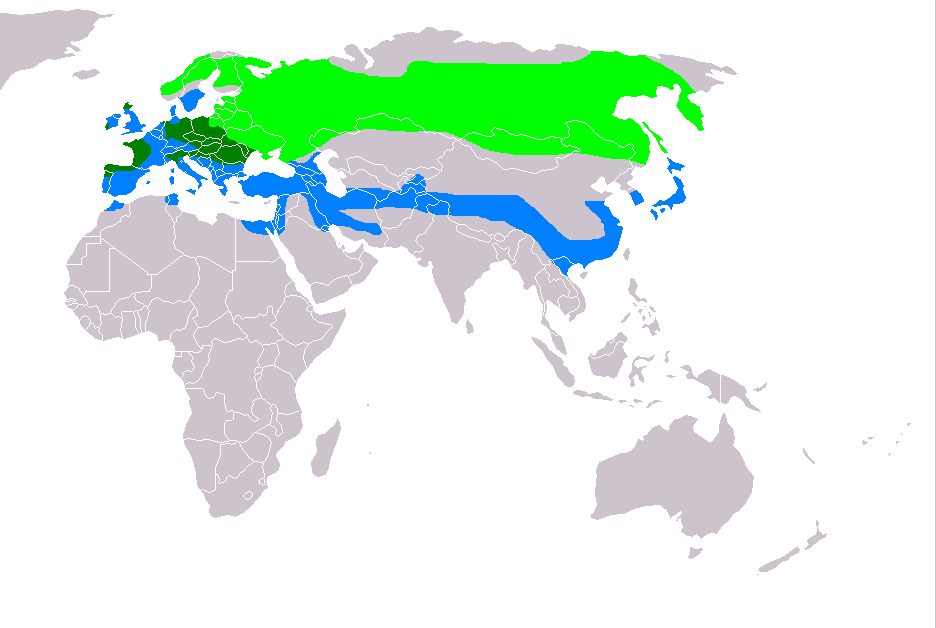
Répartition géographique : L'oiseau existe aussi en Amérique du Nord (non illustré)
habitat permanent
zone d'hivernage
nidification

Le Busard Saint Martin vit dans des milieux ouverts : landes, marais, steppes et dunes.
C'est une espèce très répandue en Europe où on peut compter environ 30 à 40 000 couples, mais aussi on le trouve aussi en Asie où on peut le voir en Russie ainsi que dans l'Asie centrale.

## Menaces et protection
L'Union internationale pour la conservation de la nature classe le busard Saint-Martin comme préoccupation mineure. En Wallonie, l'espèce est jugée en danger critique.
Le Busard Saint-Martin bénéficie d'une protection totale sur le territoire français depuis l'arrêté ministériel du 17 avril 1981 relatif aux oiseaux protégés sur l'ensemble du territoire. Il est inscrit à l'annexe I de la directive Oiseaux de l'Union européenne. Il est donc interdit de le détruire, le mutiler, le capturer ou l'enlever, de le perturber intentionnellement ou de le naturaliser, ainsi que de détruire ou enlever les œufs et les nids et de détruire, altérer ou dégrader leur milieu. Qu'il soit vivant ou mort, il est aussi interdit de le transporter, colporter, de l'utiliser, de le détenir, de le vendre ou de l'acheter.

## Sous-espèces
D'après Alan P. Peterson, cette espèce est constituée des deux sous-espèces suivantes :
- Circus cyaneus cyaneus (Linnaeus) 1766
- Circus cyaneus hudsonius (Linnaeus) 1766 - le busard des marais

## Galerie

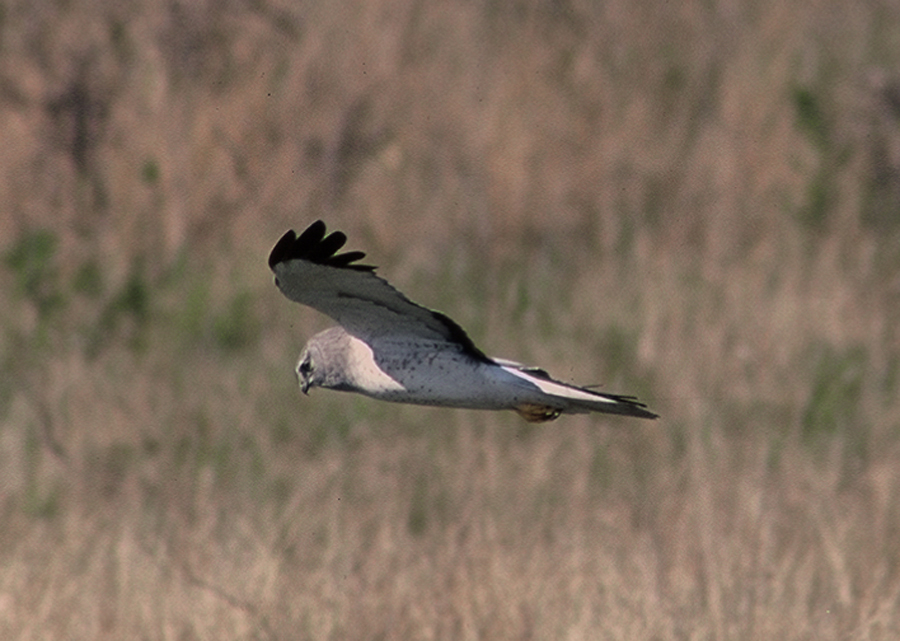
Mâle adulte
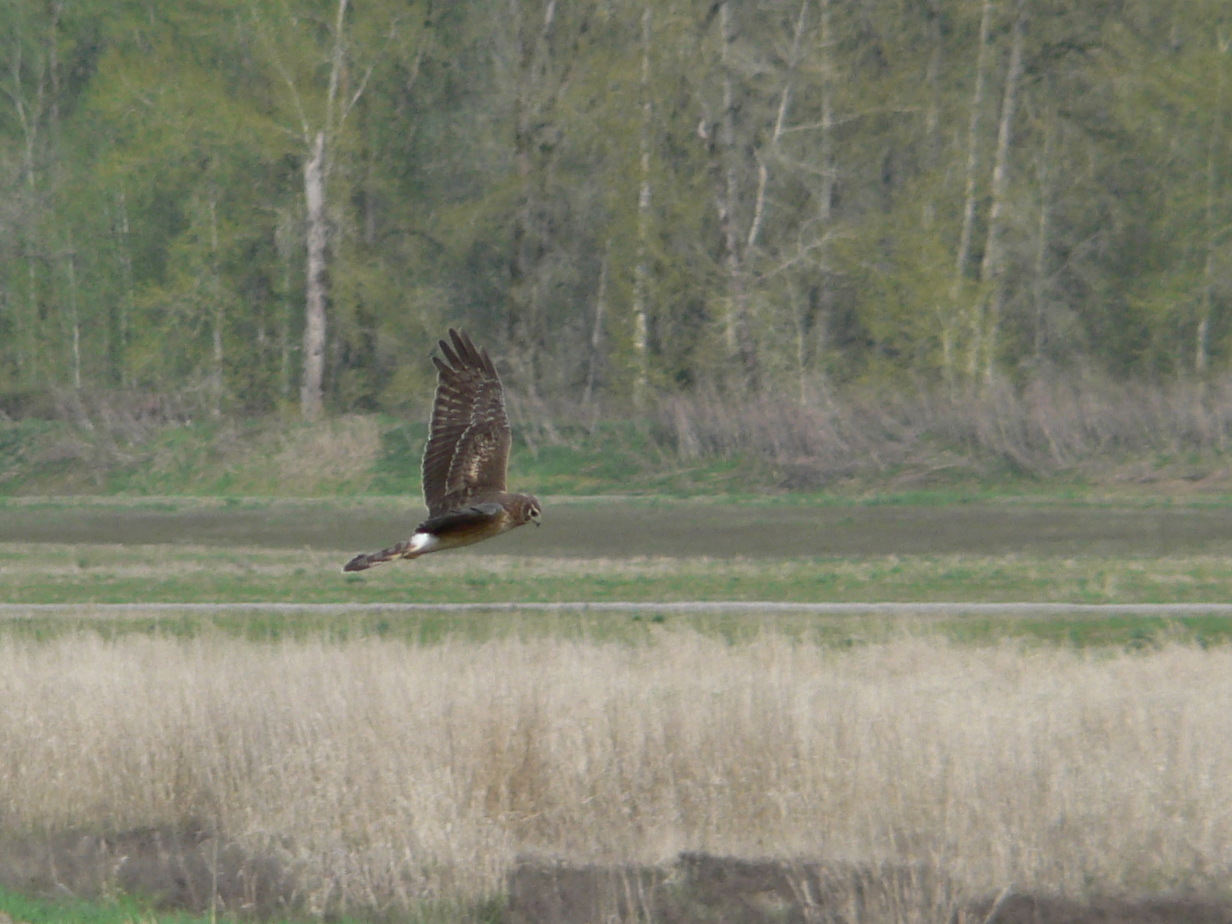
Femelle adulte
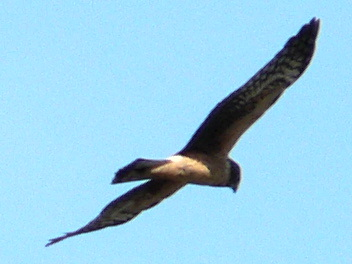
Jeune d'un an